# Maximilian Wengler
Maximilian Wengler (Roßwein (Sachsen), 14 de Janeiro de 1890 - Pillau-Neutief, 25 de Abril de 1945) foi um general alemão durante a Segunda Guerra Mundial.
Wengler entrou para o Exército no dia 28 de Novembro de 1909 tornando se um Fähnrich numa Kompanie do 133º Regimento de Infantaria em Zwickau. Em 15 de Agosto de 1910 foi promovido para Leutnant e em Agosto de 1914 juntamente com a 7. Kompanie de seu Regimento atua como Zugführer de Campo. No ano seguinte lutou com distinção por varias vezes em campo. Contudo, em 1919, o então Hauptmann decide sair do exército levando uma vida civil até o início da Segunda Guerra Mundial.
Com o início da guerra entrou para o Exército como Hauptmann d.R. e Líder de uma Companhia (em alemão: Kompaniechef) do 40º Regimento de Infantaria. Com este Regimento participou da Invasão da Polônia e da França, tendo se tornado durante estas campanhas Major der Reserve e Comandante de um Batalhão. Com o início da Operação Barbarossa, a invasão da Rússia, o então Major Wengler comandou um Batahão do IR 366 da 227. Infanterie-Division.
Tomou parte das lutas em Leningrado, onde enfrentaram pesados combates no final de Agosto de 1942. Wengler, foi promovido para Oberstleutnant d.R. e para Regimentsführer e devido às suas ações e seu desempenho durante os combates, foi condecorado com a Cruz de Cavaleiro da Cruz de Ferro em 1 de Dezembro de 1942.
Esteve com a sua unidade no Fronte de Narwa, onde ele com apenas um Kampfgruppe em dois dias destruíram 73 veículos blindados russos. No dia 22 de abril de 1944, como Oberst d.R. e Comandante do Grenadier-Regiments 366 foi condecorado com a Cruz de Cavaleiro da Cruz de Ferro.
Em 22 de Julho de 1944, Wengler, que já liderava a 227. Infanterie-Division, enfrentou pesados combates em Liepna. No início de 1945, Wengler foi promovido para Generalmajor d.R e condecorado em 21 de Janeiro de 1945 com as Espadas da Cruz de Cavaleiro.
O Generalmajor d.R. Wengler faleceu em 25 de Abril de 1945.

## Condecorações
- Badge de Feridos em Prata
- Badge de Infantaria de Assalto em Prata
- Close Combat Clasp em Bronze
- Cruz de Ferro 2ª e 1ª Classe
- Cruz de Cavaleiro da Cruz de Ferro 1 de Dezembro de 1942
- Folhas de Carvalho 22 de Abril de 1944
- Espadas 21 de Janeiro de 1945